# Despréz (cratère)
Pour les articles homonymes, voir Desprez.
Despréz est le nom d'un cratère d'impact présent sur la surface de Mercure.
Le cratère fut ainsi nommé par l'Union astronomique internationale en 1979 en hommage au compositeur franco-flamand Josquin des Prés.
Son diamètre est de 47,05 km. Il se situe dans le quadrangle de Borealis (quadrangle H-1) de Mercure.